# Nnabla
Neural Network Libraries、略称nnablaとは、ソニーグループが開発しオープンソースで公開している、ニューラルネットワークの研究・開発・実装を効率化するソフトウェアライブラリである。

## 概要
ソニーでは2000年以前から機械学習の研究開発をおこなっており、その一環として開発された第3世代コアライブラリをオープンソースとして公開されたものである。

## Neural Network Console
Neural Network ConsoleはNeural Network Librariesを使用したアプリケーションである。GUIによるビジュアルな操作でDeep Learningの開発ができる為、コーディングスキル不要で学習や開発ができるという特徴がある。(主要なディープラーニングソフトウェアはPython等のプログラムで記述する必要があり、プログラミングの知識を持たない人には敷居が高い)

## 応用
・ソニー不動産の「不動産価格推定エンジン」
・ソニーモバイルコミュニケーションズの「Xperia Ear」のヘッドジェスチャー認識機能
・ソニーのエンタテインメントロボットA